# Omorgus rubricans
Omorgus rubricans es una especie de escarabajo del género Omorgus, familia Trogidae. Fue descrita científicamente por Robinson en 1946.
Esta especie se encuentra en México (Chiapas, Guerrero, Jalisco, Morelos, Nayarit, Nuevo León, Oaxaca, Puebla, San Luis Potosí, Sinaloa, Tamaulipas y Veracruz), también en Texas, Estados Unidos.